# Miranda Kalefi
Miranda Kalefi (ur. 1963 w Kavai) – albańsko-włoska malarka.

## Życiorys
Urodziła się w Kavai. W 1994 wyemigrowała do Włoch. Ukończyła studia w Akademii Sztuk Pięknych w Rawennie. Od 2008 zasiada w radzie miejskiej Rawenny, w której zajmuje się tematyką imigrantów.

## Twórczość
Maluje głównie obrazy olejne, inspirowane Marcelem Duchampem, przedstawiając ciało kobiece w stylistyce przypominającej fotografię czarno-białą. Po raz pierwszy obrazy Mirandy Kalefi zostały zaprezentowane publicznie w 2003 na wystawie Movimento e Parole otwartej w Galerii Art Studio w Rawennie. Obrazy wystawiała w latach 2003-2008 na wystawach w Rawennie, a także w galerii Alberto Celeste w Sienie, w Salerno i w Mediolanie.